# Jerod Mayo
Jerod Mayo (født 23. februar 1986 i Hampton, Virginia, USA) er en amerikansk football-træner og tidligere spiller, der spillede som linebacker for NFL-holdet New England Patriots. Mayo har spillet for holdet hele sin NFL-karriere, startende i 2008 frem til 2015. Blev i 2019 træner for linebackers hos New England Patriots. Den 12-01-2024 blev han udnævnt til Patriots nye hovedtræner, efter Bill Belichicks nylige fyring. På det tidspunkt var han NFLs yngste head coach..

## Klubber
- 2008-2015: New England Patriots